# یواس‌اس گلدرینگ (اس‌اس-۳۶۰)
یواس‌اس گلدرینگ (اس‌اس-۳۶۰) (به انگلیسی: USS Goldring (SS-360)) یک زیردریایی بود که طول آن ۳۱۱ فوت ۹ اینچ (۹۵٫۰۲ متر) بود.